# Медяник, Фёдор Тихонович
 Фёдор Тихонович Медяник (Медянников)  (23 декабря 1869, Бекешевская — 13 ноября 1907, там же) — атаман станицы Бекешевской, участник русско-китайской и японской войны, полный кавалер знака ордена Святого Георгия.

## Биография

Медяник (крайний справа)

Семья Ф. Т. Медяника. Станица Бекешевская. Конец XIX века

Родился 23 декабря 1869 года в станице в станице Бекешевской, сын кубанского казака Тихона Медяника. Семья была бедная потому Медянику с ранних лет пришлось самому зарабатывать себе на жизнь. Родители не смогли оплатить ему обучение и он был вынужден прекратить обучение и поступить по найму пастухом.
В 19 лет наравне со сверстниками, он стал посещать в станице казачьи занятия. В служилый состав он был зачислен в 1888 году, а с 1 января 1891 года перечислен в строевой разряд, через год 27 октября 1892 года был командирован со сверстниками во 2-й Кубанский пластунский батальон, куда он и прибыл 1 ноября 1892 года.
Через три дня был зачислен в учебную команду, курс которой он успешно окончил 8 июня 1893 года. В 1894 году Медяник был произведен в младшие урядники, а в 1894 году утвержден старшим урядником. В 1895 году получил звание и должность фельдфебеля и в 1898 году уволился со службы.
Ища выход из бедственного материального положения, он стал проситься в охранную службу Китайской Восточной железной дороги, куда и был зачислен в 1897 году. За мужество и храбрость проявленное Медяником в деле 4 июля 1900 года при отступлении отряда есаула был награждён знаком ордена Святого Георгия 4 степени. В том же году за дело против китайцев 28 сентября 1900 года он был награждён знаком ордена Святого Георгия 3 степени. За боевые подвиги и отличия Медяник был награждён серебряной медалью.
24 августа 1902 года Медяник за выслугой срока был уволен со службы в Приамурском округе. В 1903 году он был прикомандирован к собственному Его Величества конвою куда он был и зачислен на пополнение. После окончания обязательного срока он был по собственному желанию зачислен на сверх срочную службу с награждением серебряным шевроном.
В 1904 году Медяник был назначен в распоряжение помощника командира конвоя полковника Абадзиева, командированного по Высочайшему повелению в распоряжение генерал-квартирмейстера полевого штаба наместника Его Императорского Величества на Дальнем Востоке. Отсюда Медяник был командирован на театр военных действий на Дальнем Востоке, куда он прибыл и был зачислен в списки Уссурийского казачьего полка 15 апреля 1904 года. За отличие в делах против японцев он был награждён двумя знаками отличия военного ордена 2 и 1 степени и произведён в зауряд-прапорщики.
Возвратившись с Дальнего Востока он вновь поступил в конвой Его Величества и спустя некоторое время по собственному желанию был уволен в Кубанское казачье войско.
По прибытии домой Федор Тихонович был избран атаманом Бекешевской станицы, в должность вступил 16 октября 1907 года. 13 ноября 1907 года убит неизвестными в доме казака Бельдяева.